# Агирре Гайнсборг, Хосе
Хосе Агирре Гайнсборг (Гейнсборг, исп. José Aguirre Gainsborg, псевдоним Фернандес; 8 июля 1909, Нью-Йорк, США — 23 октября 1938, Потоси, Боливия) — боливийский политический деятель троцкистского толка, юрист и преподаватель. Один из основателей Революционной рабочей партии (РРП, POR).

## Биография

### Семья и образование
Выходец из креольской аристократической семьи с либеральными традициями и литературными интересами. Его отец — писатель Хосе Агирре де Ача, бывший боливийским консулом в Нью-Йорке и министром образования. Мать — писательница Аида Гайнсборг, впоследствии прославившаяся своей кулинарной книгой. Дед по отцовской линии — писатель и политик Натаниэль Агирре, прадед — генерал и президент XIX века Хосе Мария Ача. 
Хосе родился в боливийском консульстве в Нью-Йорке, где работал его отец. С 19 лет Хосе преподавал историю и географию в Американском институте, параллельно обучаясь на юридическом факультете сперва в Высшем университете Сан-Андреса (Ла-Пас), а затем в Кочабамбе, откуда выпустился в 1932 году с дипломом правоведа.

### Начало революционной деятельности
С юности много читал, стал марксистом и включился в политическую борьбу в левом студенческом и рабочем движении. В 1928 году выступил одним из основателей и руководителей Студенческой федерации Ла-Паса, став одной из ключевых фигур в борьбе за университетскую реформу. Участвовал в подпольных коммунистических кружках, с 1929—1930 годов предпринимал попытки организовать Коммунистическую партию Боливии, начиная с так называемой Тайной коммунистической партии (PCC), созданной группой студентов-марксистов во главе с Хосе Антонио Арсе и профсоюзным деятелями во главе с Карлосом Мендосой Мамани. 
За работу в леворадикальном шахтёрском движении арестован как агитатор в июле 1932 года и выслан из Кочабамбы в Ла-Пас, где помогал в организации профсоюзного объединения женщин-анархисток — Союза кухарок (Sindicato de Cocineras) Петронилы Инфантес. Вскоре в том же году Агирре Гайнсборг, несогласный с развязанной боливийским правительством кровопролитной Чакской войной против Парагвая, покинул страну (по одним данным, добровольно эмигрировал в Чили, по другим — арестован и экстрадирован туда). Вступил в Коммунистическую партию Чили под псевдонимом Макс Фернандес. Поддержав Левую оппозицию, присоединился к троцкистскому крылу (фракции Мануэля Идальго), за что был изгнан из КПЧ в 1933 году.

### Создание Революционной рабочей партии
Создал группу «Боливийские левые» (затем Боливийская коммунистическая группа), ставшую ядром для будущей Революционной рабочей партии, и составил её программу. Вместе с Густаво Наварро (известным публицистом, теоретиком и писателем, а также бывшим консулом во Франции, более известным под псевдонимом Тристан Мароф), Эдуардо Арсе Лоурейро и другими антивоенно настроенными боливийскими левыми радикалами созвал в 1934 году в Кордове (Аргентина) учредительный съезд Единого социалистического фронта.  
Рождённая из него в 1935 году Революционная рабочая партия объединила три организации, находившиеся в изгнании в Аргентине, Чили и Перу (собственно «Боливийских левых», группу «Тупак Амару» Тристана Марофа и Союз боливийских эмигрантов Ивана Кесвара (Алипио Валенсии Веги); к ним также присоединились эмигрантские кружки «Высланные левые в Перу» и «Кольясуйо»). По предложению Агирре Гейнсборга РРП возглавил Мароф-Наварро, сам же он вошёл в состав Центрального комитета. Также Агирре отстоял присоединение партии к Международной левой оппозиции, затем оформившейся в Четвёртый интернационал. 
Вместе с другими лидерами этой самой крупной на континенте троцкистской партии Агирре Гейнсборг смог вернуться на родину после окончания Чакской войны, продолжив здесь политическую и профсоюзную борьбу. Выступал против размывания революционных требований, но при этом за вхождение троцкистов в широкие национальные и социалистические группы наподобие возглавляемого им «Социалистического действия Бета Гамма» (в которое входили многие будущие практики и идеологи боливийского левого национализма и национал-реформизма, например, Эрнан Силес Суасо, Виктор Андраде и Вальтер Гевара Арсе), однако когда ядро этой группы во главе с генеральным секретарем Л. Итурральде Чинелем присоединилось к Социалистической конфедерации, склонявшейся к корпоративизму фашистского образца, Агирре Гайнсборг со своими сторонниками покинул её ряды. 
В феврале 1936 года Агирре Гайнсборг в своём манифесте подчеркнул, что целью его единомышленников является создание классовой социалистической партии. Используя старое название своей группы «Левый социалистический блок», они объединились с небольшой марксистской организацией Макса Португаля «Новый путь», а также продолжали переговоры с другими организациями о Едином левом фронте с целью революционного свержения олигархии.

### Лидер боливийских троцкистов
Поддержав движение, начатое анархистской Локальной рабочей федерацией, Агирре Гайнсборг и РРП участвовали в «военно-социалистическом» перевороте в Боливии в мае 1936 года, приведшем к власти прогрессивную хунту полковника Хосе Давида Торо Руйлова. Сам Агирре был одним из авторов трудового законодательства и социалистических экономических экспериментов в провозглашённой Боливийской социалистической республике, кратковременно став заместителем первого министра труда «военно-социалистического» правительства — профсоюзного лидера, типографского рабочего и синдикалиста Вальдо Альвареса, — а затем перейдя в министерство промышленности и торговли.
Однако, поскольку он продолжал отстаивать классовую борьбу и пролетарскую революцию, Агирре был снова арестован 24 сентября 1936 года и депортирован в Арику (Чили) вместе с Хосе Антонио Арсе. Во время второго изгнания в Чили обращался к своим товарищам в Боливии, координируя строительство Революционной рабочей партии как независимой политической силы рабочего класса на большевистских и синдикалистских принципах. Впрочем, вскоре он смог вернуться, избранный делегатом на учредительный съезд Конфедерации профсоюзов трудящихся Боливии в конце 1936 года.
Кроме того, нарастали разногласия между Хосе Агирре Гайнсборгом и возглавившим Конфедерацию профсоюзов трудящихся Боливии Тристаном Марофом с его авторитарным, каудилистским стилем руководства и размытыми идеологическими принципами. В итоге, Мароф и его сторонники покинули РРП на её 2-й конференции в октябре 1938 года и вскоре учредили Рабочую социалистическую партию Боливии. После их ухода Гайнсборг реорганизовал партию на чисто троцкистских позициях, но в том же 1938 году погиб в результате нелепого несчастного случая (посещая с друзьями парк аттракционов, выпал с колеса обозрения) в возрасте 29 лет. На его похоронах со страстной речью выступил Эрнан Силес Суасо, будущий основатель Националистического революционного движения. 